# Grand Prix du Comminges 1935
Grand Prix du Comminges 1935 je bila neprvenstvena dirka za Veliko nagrado v sezoni 1935. Odvijala se je 4. avgusta 1935 v Saint-Gaudensu. 

## Poročilo

### Pred dirko
Pričakovanih novih dirkalnikov Maserati V8RI ni bilo, tako sta Goffredo Zehender in Philippe Étancelin nastopala z razmeroma nekonkurenčnim in zastarelim dirkalnikom Maserati 6C-34. Moštvo Scuderia Ferrari je bilo ponovno razdeljeno na dva dela, saj je istega dne potekala še dirka Coppa Ciano. 

### Dirka
Na štartu dirke je vodstvo presenetljivo prevzel Étancelin, sledili so mu Marcel Lehoux, Gianfranco Comotti in Goffredo Zehender. Raymond Sommer je po slabem štartu dobro napredoval protu vrhu, med tem ko je Comotti odstopil že v četrtem krogu zaradi okvare zadnjega vpetja, Zehender v desetem zaradi okvare menjalnika, vodilni Étancelin pa je moral kmalu nekoliko upočasniti zaradi težavami z motorjem in izgubil nekaj mest. Tako je vodil Lehoux, ki pa je kmalu v svojih vzvratnih ogledalih zagledal modro Alfo Romeo P3 Sommerja, ki ga je kmalu tudi prehitel. Lehouxu je prav v zadnjem petnajstem krogu tik pred ciljem zmanjkalo goriva, ob tem ko je porival dirkalnik proti štartno-ciljni črti, so ga tekmeci prehitevali eden za drugim in kmalu je obupal. Prva tri mesta so tako zasedli privatniki, Sommer, Raph in Madžar László Hartmann, Louis Chiron je bil po težavah z motorjem in dodatnem triminutnem postanku v boksih le četrti.

## Rezultati

### Prva preddirka
Odebeljeni dirkači so se uvrstili v finale.
| Poz | Št | Dirkač                 | Moštvo             | Dirkalnik      | Krogi | Čas/Odstop | Št. m. |
| --- | -- | ---------------------- | ------------------ | -------------- | ----- | ---------- | ------ |
| 1   | 28 | Raymond Sommer         | Privatnik          | Alfa Romeo P3  | 10    | 42:56,2    | 2      |
| 2   | 6  | Philippe Étancelin     | Scuderia Subalpina | Maserati 6C-34 | 10    | + 15,0 s   | 3      |
| 3   | 2  | Louis Chiron           | Scuderia Ferrari   | Alfa Romeo P3  | 10    | + 29,2 s   | 1      |
| 4   | 38 | László Hartmann        | Privatnik          | Maserati 8CM   | 10    | + 3:06,0   | 4      |
| 5   | 18 | Raph                   | Privatnik          | Alfa Romeo P3  | 10    | + 3:06,0   | 5      |
| 6   | 34 | Anne-Cecile Rose-Itier | Privatnica         | Bugatti T51    | 9     | +1 krog    | 6      |

- Najhitrejši krog: Louis Chiron - 4:10,0

### Druga preddirka
Odebeljeni dirkači so se uvrstili v finale.
| Poz | Št | Dirkač                      | Moštvo                 | Dirkalnik        | Krogi | Čas/Odstop | Št. m. |
| --- | -- | --------------------------- | ---------------------- | ---------------- | ----- | ---------- | ------ |
| 1   | 4  | Gianfranco Comotti          | Scuderia Ferrari       | Alfa Romeo P3    | 10    | 43:03,2    | 1      |
| 2   | 24 | Marcel Lehoux               | Scuderia Villapadierna | Maserati 8CM     | 10    | + 29,4 s   | 2      |
| 3   | 8  | Goffredo Zehender           | Scuderia Subalpina     | Maserati 6C-34   | 10    | + 2:49,6   | 3      |
| 4   | 26 | José María de Villapadierna | Scuderia Villapadierna | Maserati 8CM     | 10    | + 3:28,8   | 4      |
| 5   | 36 | Mlle. Hellé-Nice            | Privatnica             | Alfa Romeo Monza | 9     | +1 krog    | 5      |

- Najhitrejši krog: Gianfranco Comotti - 4:15,0

### Niso štartali (DNS) ali se udeležili dirke (DNA)
Navedeni so posebej, ker ni znano, v kateri od preddirk bi naj nastopili.
| Št | Dirkač                  | Moštvo                     | Dirkalnik    |
| -- | ----------------------- | -------------------------- | ------------ |
| 10 | Jean-Pierre Wimille     | Automobiles Ettore Bugatti | Bugatti T59  |
| 12 | Robert Benoist          | Automobiles Ettore Bugatti | Bugatti T59  |
| 14 | Robert Brunet           | Ecurie Braillard           | Maserati 8CM |
| 16 | Rupert Featherstonhaugh | Hans Rüesch                | Maserati 8CM |
| 20 | Luigi Soffietti         | Privatnik                  | Maserati 8CM |
| 22 | Giuseppe Farina         | Officine Alfieri Maserati  | Maserati 4CM |
| 30 | Hans Rüesch             | Hans Rüesch                | Maserati 8CM |
| 32 | Benoît Falchetto        | Ecurie Braillard           | Maserati 8CM |

### Finale
| Poz | Št | Dirkač                      | Moštvo                 | Dirkalnik        | Krogi | Čas/Odstop    | Št. m. |
| --- | -- | --------------------------- | ---------------------- | ---------------- | ----- | ------------- | ------ |
| 1   | 28 | Raymond Sommer              | Privatnik              | Alfa Romeo P3    | 15    | 1:03:46,2     | 1      |
| 2   | 18 | Raph                        | Privatnik              | Alfa Romeo P3    | 15    | + 2:54,6      | 8      |
| 3   | 38 | László Hartmann             | Privatnik              | Maserati 8CM     | 15    | + 4:01,2      | 7      |
| 4   | 2  | Louis Chiron                | Scuderia Ferrari       | Alfa Romeo P3    | 15    | + 4:06,0      | 5      |
| 5   | 26 | José María de Villapadierna | Scuderia Villapadierna | Maserati 8CM     | 14    | +1 krog       | 11     |
| 6   | 6  | Philippe Étancelin          | Scuderia Subalpina     | Maserati 6C-34   | 14    | +1 krog       | 3      |
| 7   | 36 | Mlle. Hellé-Nice            | Privatnica             | Alfa Romeo Monza | 14    | +1 krog       | 10     |
| 8   | 34 | Anne-Cecile Rose-Itier      | Privatnica             | Bugatti T51      | 13    | +2 kroga      | 9      |
| Ods | 24 | Marcel Lehoux               | Scuderia Villapadierna | Maserati 8CM     | 14    | Brez goriva   | 4      |
| Ods | 8  | Goffredo Zehender           | Scuderia Subalpina     | Maserati 6C-34   | 10    | Menjalnik     | 6      |
| Ods | 4  | Gianfranco Comotti          | Scuderia Ferrari       | Alfa Romeo P3    | 4     | Zadnje vpetje | 2      |